# Data (Star Trek)
Data (circa 2336 op de Omicron Theta kolonie - circa 2379 in de Bassen Rift, Romulaanse Rijk) is een fictieve figuur uit de televisie- en filmserie Star Trek. Dit personage wordt gespeeld door de Amerikaanse acteur Brent Spiner.
Data was een androïde van het Soong-type. Gedurende het grootste gedeelte van zijn bestaan was hij officier van Starfleet, een belangrijk deel daarvan aan boord van de USS Enterprise-D en USS Enterprise-E.

## Vorm en functioneren
Data was een androïde van het Soong-type. Dat wil zeggen dat hij ontworpen en gebouwd is door doctor Noonien Soong. Data was humanoïde (mensachtige qua vorm) om beter mee te kunnen in de menselijke maatschappij.
Data had een positronisch brein, geïnspireerd op de werken van Isaac Asimov. Dit brein kon enorme rekensnelheden aan en was in staat te leren door nieuwe verbindingspaden aan te leggen zoals ook het menselijke brein doet. De techniek is gebaseerd op die van het neurale netwerk. In de aflevering The Measure of a Man(TNG) geeft Data aan over een geheugencapaciteit van 800 quadriljoen bits (~100 000 terabyte) en een rekenkracht van 60 triljoen operaties per seconde (=60 000GHz) te beschikken.
Hoewel Data alles wat hij wist net als een mens heeft moeten leren, beschikte Data over een basis aan morele en ethische subroutines die zijn werking regelden bij gebrek aan ervaring en kennis. Deze subroutines waren hard ingebakken in zijn wezen en konden niet geforceerd en nauwelijks onderdrukt worden (zoals de Borg ondervonden in 2373 en ook Lore in 2370). Deze subroutines namen ook Data's besturing over als de hogere functies van zijn positronische brein ontregeld raakten en zij verhinderden dat hij in een dergelijke toestand directe schade toebracht aan anderen. Data's handelingen in dergelijke toestand konden echter wel onverwacht zijn - in 2374 leek Data zelf in opstand te komen tegen Starfleet door handelingen in deze toestand.
Naast morele en ethische subroutines en zijn brein, was Data ook uitgerust met een processor die zijn hogere bewustzijn uitschakelde en willekeurige beelden of animaties in zijn bewustzijn injecteerde; deze chip was een cadeautje van Soong, en stelde hem in staat om te dromen. Hoewel het Soongs bedoeling was dat Data pas deze chip zou kunnen gebruiken als hij een bepaald niveau van ontwikkeling had bereikt, werd de chip in 2369 per ongeluk actief.
Hoewel het in principe niet mogelijk was om besturing van Data van buitenaf over te nemen, waren er wel twee manieren om Data's werking fundamenteel te beïnvloeden. Ten eerste was er een aan/uit schakelaar geplaatst in Data's onderrug, waarmee hij buiten werking gesteld kon worden. Ten tweede had Soong een mogelijkheid ingebouwd een signaal te verzenden waarmee Data's autonome denken omzeild werd en hij naar de zender toe zou komen. De ontvanger hiervoor werd echter in 2367 door Soong uitgeschakeld.
Data's lichaam bevatte zo'n 24,6 kilogram tripolymeer composieten, 11,8 kilogram molybdeen-kobalt legeringen en 1,3 kilogram bioplastisch zeil. Het bovendeel van zijn ruggengraat was opgebouwd uit polymetalen en zijn schedel uit cortenide en duranium. Zijn lichaam was modulair opgebouwd en kon in onderdelen uit elkaar gehaald worden.
Data was enorm sterk. Hij kon zonder problemen pneumatisch gesloten liftdeuren open trekken en rotsblokken van honderden kilo's tillen. Hij kon Borg zonder problemen door de kamer smijten en ook een kopstoot van een Klingon was geen probleem (zie aflevering The Chase(TNG) Seizoen 6, aflevering 20). Ook kon hij in de aflevering The Measure of a Man(TNG) met gemak een stalen balk buigen, waar een kracht van 40 kilobar voor nodig zou zijn geweest.
Soong had zeer veel aandacht besteed aan het menselijke uiterlijk van Data. Data beschikte over een intern koelingssysteem dat gecamoufleerd was als natuurlijke ademhaling (wat overigens niet betekende dat Data een atmosfeer nodig had; in vacuüm voelde hij zich evenzeer thuis), een distributie-systeem voor biochemische smering dat pulseerde met het ritme van een hartslag, een gesimuleerde haargroei en zijn ogen knipperden volgens een patroon dat willekeurig leek, zoals bij mensen. Daarnaast was Data in alle opzichten volledig functioneel, inclusief de mogelijkheid om fysieke liefde te bedrijven.
Data hoefde niet te eten of drinken, maar nam ten behoeve van zijn biologische onderdelen soms wel een voedende substantie tot zich.
Hoewel Data er normaal gesproken vrij menselijk uitzag, beschikte hij over een aantal plekken op zijn lichaam waar zijn huid terug kon klappen om toegang te verkrijgen tot de onderliggende machinerie. Hierdoor was het onder andere mogelijk hem met een computer te verbinden.
Data bestond voornamelijk uit niet-biologische onderdelen, maar wat hij aan biologie bezat, was belangrijk genoeg voor zijn functioneren om niet immuun te zijn voor het Psi 2000 virus dat in 2363 aan boord van de Enterprise-D heerste.
De laatste paar jaar van zijn leven beschikte Data over een chip die het hem mogelijk maakte emoties te hebben. Deze chip kon hij naar believen aan- en uitschakelen.

## Geboorte en vroege leven
Data is gebouwd op de Omicron Theta kolonie door Noonien Soong en zijn vrouw, Juliana Tainer. Hij werd daar rond 2336 geactiveerd.
Data was waarschijnlijk de zevende poging van Soong om een stabiel, positronisch brein te maken. De eerste vier mislukten, B4 was gelimiteerd in zijn kunnen, Lore was een gewetenloze schurk en Data was het grote succes. Zijn eerste tijd was echter moeilijk: Soong moest een schaamte-routine toevoegen omdat Data geen kleren wou dragen en altijd naakt rondliep.
Net voordat de kolonie vernietigd werd, werden de herinneringen van alle kolonisten in Data's geheugenbanken opgeslagen. Daarna werd Data door Soong gedeactiveerd en ondergronds opgeslagen, veilig voor de Crystalline Entity. Daar werd hij in 2338 gevonden door de bemanning van de U.S.S. Tripoli.
Omdat Data's eigen geheugen gewist was, begon Data in 2338 feitelijk aan een nieuw leven. Hoewel hij zich later herinnerde dat hij zijn eerste periode erg moeilijk vond en een reset van zijn persoonlijkheid overwogen had (een soort van zelfmoord), was hij in 2341 toch ver genoeg gevorderd om op eigen verzoek toegelaten te worden tot de Starfleet Academie, waar hij in 2345 afstudeerde.

## Carrière binnen Starfleet

### 2345-2362
Van Data's carrière als Starfleet-officier is tot aan 2363 weinig bekend. Bekend is wel dat Data gediend heeft aan boord van de U.S.S. Trieste in de tijd dat deze door een wormgat viel.
In zijn tijd tot aan 2363 is Data meermalen onderscheiden, onder meer met
- Een decoratie voor galantheid
- De Medaille van Eer met clusters
- Het Legioen van Eer
- Het Sterrenkruis

In 2363 had Data de rang van Lieutenant Commander.

### 2363-2368
In 2363 werd Data aangesteld als Operations Manager van het gloednieuwe schip Enterprise-D. Data onderscheidt zich in die functie door zijn hogere denkvermogen, waardoor hij de dagelijkse gang van zaken op het schip altijd optimaal kan regelen.
Data was in deze tijd meermalen betrokken bij situaties waarbij het schip gevaar liep. Soms was hij de persoon die het schip kon redden, vaak degene wiens haarscherpe analyses bijdroegen aan het vinden van de oplossing. Soms de oorzaak van het gevaar. Data liet zich van zeer vele zijden zien, van commando-officier tot wetenschapper tot historicus tot kunstenaar.
In 2363 bewees Data zich als tacticus en natuurkundige door een tegenmanoeuvre te bedenken voor de Picard Manoeuvre.
In 2364 was Data verantwoordelijk voor het ontstaan van Moriarity, een levend hologram.
In 2366 raakte Data zwaargewond toen hij Q redde van de Calamarain.
Later in 2366 is Data voor het eerst de persoon die de gehele mensheid redt als hij, vrijwel persoonlijk, een invasie van de Aarde door de Borg voorkomt.
In 2367 trad Data voor het eerst op als missieleider (weliswaar van een eenmansmissie) om een bedreigde kolonie te evacueren.
Door al deze gebeurtenissen heen bleef Data zich bewijzen als waardevol en steeds waardevoller officier. Wel traden in deze periode zijn twee grote conflicten met Starfleet Command op, waardoor hij bijna zijn ontslag nam: eenmaal aangaande de plannen van een cyberneticus om Data te ontmantelen, een tweede aangaande een beslissing van Starfleet om zijn dochter in beslag te nemen.

### 2368-2370
Een grote stap in Data's carrière volgde in 2368, toen hij het tijdelijke commando op zich nam van de U.S.S. Sutherland - de eerste keer dat hij een schip onder zijn commando kreeg. Na afloop hiervan keerde Data terug naar de Enterprise, maar het verschil in zijn uitstraling als officier bleef altijd merkbaar.
Later dat jaar reisde Data terug door de tijd en werd in het San Francisco van 1850 onthoofd. Zijn hoofd bleef 500 jaar begraven, om in 2368 weer bij zijn lichaam gevoegd te worden.
Eind 2369 viel Data tijdelijk in handen van een groep losgeslagen Borg. Hoewel hij bijna Geordi La Forge doodde, was hij uiteindelijk degene die de zaak oprolde en Lore permanent uitschakelde.

### 2371-2379
In deze periode speelde Data een belangrijke rol bij het verslaan van de Borg tijdens hun invasie van 2373. Hoewel gevangengenomen door de Borg en bijna door hen verleid om deel van hun Collectief te worden, kon hij van de situatie gebruikmaken om zowel de Borg te verslaan als de geschiedenis van de Aarde te redden.
Een paar jaar later was Data op tijdelijke missie in de Briar Patch. Hier verhinderde hij dat een corrupte admiraal van Starfleet en een groep interplanetaire schurken de bevolking van een planeet kidnapten en kon hij, samen met zijn scheepsmaten, de hele zaak in de openbaarheid brengen.
In 2379 kwam Data's loopbaan aan zijn eind toen hij zijn leven opofferde voor dat van kapitein Jean-Luc Picard in een gevecht met Shinzon.

## Data's pogingen om nader tot de mensheid te geraken
Gedurende zijn gehele leven probeerde Data om nader tot de mensheid te komen, om menselijker te worden. Hij dacht dat zijn vader, Noonien Soong, dit gewild zou hebben.

### Eerste pogingen en lessen
In zijn vroege leven ondervond Data er altijd vrij veel hinder van dat hij geen emoties had en mensen zo slecht begreep. Intuïtieve beslissingen en onderbuikgevoelens waren hem een raadsel.
Aan boord van de Enterprise raakte Data al snel bevriend met Geordi La Forge en Jean-Luc Picard. Met hun hulp slaagde hij er in, eerst aarzelend, later met steeds meer succes, om zijn menselijke kanten te ontwikkelen.
Om de mensheid te leren begrijpen, werkte Data veel aan zijn creatieve vermogens. Schilderen, acteren en viool spelen behoorden tot zijn repertoire. Daarnaast probeerde hij met de meeste mensen vriendschapsbanden te ontwikkelen en nam hij vaak deel aan informele activiteiten als de pokeravonden van de officieren.
Van kapitein Picard kreeg hij een boek met de verhalen over Sherlock Holmes, wat een blijvende favoriet van hem werd.
Naarmate de tijd voortschreed, had Data steeds meer succes bij zijn pogingen. Keiko Ishikawa beschouwde hem in 2367 als een zo goede vriend dat zij hem vroeg als vader van de bruid op te treden tijdens haar huwelijk. Toen datzelfde jaar iedereen dacht dat Data overleden was, werd hij alom gemist. Ook de rouwdienst die hij een paar jaar later voor Geordi La Forge en Ro Laren organiseerde, werd goed ontvangen.
Een minder succesvolle onderneming in deze lijn was zijn kortstondige relatie met Jenna D'Sora in 2367. Deze relatie liep vast op zijn uiteindelijke onvermogen om emoties te voelen. Data had in 2363 ook een intieme nacht met Tasha Yar, ten gevolge van het Psi 2000 virus.
Hoewel Data geen emoties kende, was hij toch hecht verbonden met zijn kat Spot.

### Rechten als levende wezens
Data was in zijn leven meermalen betrokken bij het vaststellen van de rechten van cybernetische organismen als levende wezens. De eerste maal was in 2341, toen hij toegelaten werd tot Starfleet Academy.
In 2364 werd Data door Starfleet overgeplaatst naar het commando van Bruce Maddox, die van plan was Data uit elkaar te schroeven om te proberen hem na te bouwen. Uit protest hiertegen, dreigde Data ontslag te nemen van Starfleet. Maddox reageerde hiermee door een zaak aanhangig te maken bij de militaire rechtbank waarin hij stelde dat Data als machine geen zelfbeschikkingsrecht had en niet mocht vertrekken of weigeren. Tijdens de zitting werd Data's status als levend wezen met bijbehorende rechten officieel erkend.
Een dergelijk geval deed zich voor in 2366, toen Data een poging ondernomen had tot voortplanting. Starfleet wilde hem van zijn dochter scheiden - Data verzette zich hiertegen.
In 2369 was het Data die ontdekte dat ook de Exocomps levende machines met intelligentie waren en ook als zulks erkend werden.

### Voortplanting
In 2366 zette Data een geheel nieuwe stap, richting het ouderschap. Hij ontwierp en bouwde een dochter genaamd Lal (Hindi voor "geliefde"), die hij zijn eigen neurale opbouw meegaf. Data hoopte hiermee zijn vaders werk voort te zetten, alsmede zijn eigen isolatie als enige van zijn soort op te heffen.
Hoewel Data's idee aanvankelijk weerstand opriep bij de bemanning van de Enterprise, slaagde Lal er toch in om door hen geaccepteerd te worden als familie van Data. Lal slaagde er ook in zich verder te ontwikkelen dan Data.
Hoewel Lal maar een paar weken geleefd heeft (zij stierf aan een lopende afbraak van haar neurale paden), maakte ze toch een dusdanige indruk op Data dat hij haar persoonlijkheid in zijn eigen brein overzette en bij zich hield.

### Emotiechip
Vanaf 2372 beschikte Data over een emotie-chip. Deze chip stelde hem in staat echte emoties te voelen en een hechtere band op te bouwen met zijn vrienden dan ooit tevoren. Zijn beslissing om zich op te offeren in plaats van Picard hangt wellicht met deze chip samen.

## Verwikkelingen met naaste familie

### Data en Lore
De bekendste van Data's familie is zijn oudere en gewetenloze broer, Lore.
Lore was de tweede werkende androïde van Soong. Hij werd door Soong ontwikkeld vóór Data, maar bleek al snel onhandelbaar - een gewetenloze en jaloerse schurk die gevaarlijk was voor anderen. Hij was het ook die de Omicron Theta kolonie verried aan de Crystalline Entity en de vernietiging van de kolonie teweegbracht. Soong ontmantelde hem rond 2337 en sloeg zijn onderdelen op in zijn lab.
Daar werd hij in 2364 gevonden door Data. Data zette hem weer in elkaar en activeerde hem. Al snel bleek Lores venijnige aard en hij slaagde er bijna in de Enterprise uit te leveren aan de Crystalline Entity, voordat Data hem kon overmeesteren en van boord kon gooien.
Lore kwam in 2367 weer boven drijven, toen Data door Soong tot zich geroepen werd. Lore beschikte over eenzelfde ontvanger en kwam ook naar Soongs lab. Daar stal hij de emotie-chip die Soong voor Data gebouwd had.
In 2369 gebruikte Lore deze chip om Data te lokken. Samen met Data en een groep losgeslagen Borg wilde Lore de macht in de Federatie overnemen. Met hulp van Geordi LaForge slaagde Data er echter in zich van Lores invloed te ontdoen en Lore permanent te deactiveren.

### Data en Noonien Soong
Hoewel Data in zijn actieve leven zijn vader, Noonien Soong, maar één keer ontmoet heeft, speelden de man en zijn wensen toch altijd een grote rol in Data's leven. Data was gemaakt naar Soongs evenbeeld en Data probeerde altijd te leven zoals hij dacht dat Soong gehoopt had dat hij zou doen.
In 2367 riep Soong Data tot zich (Data dacht dat hij overleden was) om hem een laatste erfenis te geven: een emotie-chip, om zijn ontwikkeling te vervolmaken. Lore stal de chip en doodde Soong. Data vond de chip echter later weer terug en maakte er dankbaar gebruik van.
Data liep Noonien Soong een keer tegen het lijf als hologram, in een opname die zijn "moeder" in zich droeg. Ook was Soong te zien in de eerste van Data's dromen in 2369.

### Andere familieleden
In 2364 was Data aanwezig bij het overlijden van Ira Graves. Deze man was een leraar van Noonien Soong en kon dus gezien worden als Data's grootvader. Graves probeerde echter eeuwig te leven door zijn bewustzijn in Data's lichaam te plaatsen. Dit mislukte en hij verwerd tot een bundel kennis in een computer.
Data's enige, nog levende, familielid is Juliana Soong Tainer, de voormalige echtgenote van Noonien Soong. Zij is min of meer Data's moeder. Hoewel al snel na hun ontmoeting bleek dat Juliana al jaren dood was en dat Noonien haar geheugen overgeplaatst had in een androïde, besloot Data haar dit niet te vertellen en bleef hun moeder-en-zoon band bestaan.

### Data en B4
In 2379 ontdekten Picard en Data bij toeval het lichaam van B4, een prototype androïde van Noonien Soong. B4 was ook op Soong gemodelleerd, maar aanzienlijk minder geavanceerd dan Data; B4 is een oudere broer van Data, ouder nog dan Lore.
Data besloot kort voor zijn dood om B4's vermogens op te vijzelen door een deel van zijn eigen, neurale netwerk in B4 te repliceren. Hoewel B4 nog altijd weinig van Data's vermogens leek te hebben, was er uiteindelijk toch iets van resultaat te merken. Wellicht is hier een mogelijkheid voor Data om ooit uit het graf te herrijzen.

## Het karakter Data binnen Star Trek
Hoewel Data ooit begon als een minder belangrijk figuur in Star Trek: The Next Generation, een karakter om aan te tonen hoever de technologie gevorderd was, is Data als personage uitgegroeid tot een van de meest interessante en geliefde karakters van de serie.
Data begon als stereotiepe robot, een automaat die doet wat hem gezegd wordt. Vanaf het moment dat Data's geschiedenis geïntroduceerd wordt, begint hij echter aan een geleidelijke klim als karakter. Gedurende de zeven jaar van de serie wordt de diepte en versatiliteit van zijn personage steeds meer uitgediept en krijgt acteur Brent Spiner steeds meer de gelegenheid om met Data te spelen. Ook de scriptschrijvers beginnen het steeds interessanter te vinden om met Data nieuwe mogelijkheden te zoeken en te experimenteren.
Mede hierdoor is Data een van de twee meest complete karakters van de serie geworden (samen met Jean-Luc Picard). Geen ander karakter kent de versatiliteit en ontwikkeling die Data in zeven jaar heeft doorgemaakt. Van begin tot eind van de serie heeft Data zich ontwikkeld van robot tot mens-die-toevallig-geen-mens-is.
Sinds het succes van Data is zijn type karakter (een levenloos karakter op zoek naar menselijkheid) een "moetje" in iedere nieuwe Star Trek series - Voyager kent er, met de dokter en Seven of Nine, zelfs twee.